# Zahiriddin Nasr Muhammad Aufi
Zahiriddin Nasr Muhammad Aufi, Sadiduddin Muhammad Aufi (Bujará, سدید الدین محمد عوفی) (1171-1242) autor, historiador y científico persa.
Nacido en la edad de oro islámica, pasó muchos años viajando por el mundo. Estuvo en las cortes de los reyes gúridas. 
Solo quedan dos obras de él: La historia de los señores de Turkistán, y Propiedades de la materia, referidas en textos, lo único que se conserva es un fragmento de su Madayih al-Sultan
- Datos: Q140584